# Daniïl Trífonov
Daniïl Olégovitx Trífonov, rus: Даниил Олегович Трифонов (5 de març de 1991, Nijni Nóvgorod) és un compositor i pianista rus.

## Enregistraments
- 2010 - Frédéric Chopin Piano Competition - Double CD album - Fryderyk Chopin
- 2010 - DUX - Frédéric Chopin
- 2011 - DECCA - Frédéric Chopin
- 2012 - Mariinsky - Tchaikovsky, Chopin y Liszt transcripciones de Schubert y Schumann (SACD)
- 2013 - Deutsche Grammophon - The Carnegie Recital Arxivat 2019-12-06 a Wayback Machine. (Liszt, Scriabin, Chopin, Medtner)
- 2015 - Deutsche Grammophon - Sergei Rachmaninov Variations (The Philadelphia Orchestra - Yannick Nézet-Séguin)